# Torneio Rio-São Paulo 2000
In 2000 werd het 23ste  Torneio Rio-São Paulo gespeeld voor clubs uit Rio de Janeiro en São Paulo. De competitie werd gespeeld van 22 januari tot 22 maart. Palmeiras werd kampioen.   

## Eerste fase

### Groep A
| Plaats | Club      | Wed. | W | G | V | Saldo  | Ptn. |
| ------ | --------- | ---- | - | - | - | ------ | ---- |
| 1.     | São Paulo | 6    | 4 | 0 | 2 | 13 :12 | 12   |
| 2.     | Botafogo  | 6    | 3 | 1 | 2 | 11:8   | 10   |
| 3.     | Flamengo  | 6    | 2 | 2 | 2 | 14:10  | 8    |
| 4.     | Santos    | 6    | 1 | 1 | 4 | 6-:14  | 4    |

|  | Geplaatst voor de tweede fase |

### Groep B
| Plaats | Club          | Wed. | W | G | V | Saldo | Ptn. |
| ------ | ------------- | ---- | - | - | - | ----- | ---- |
| 1.     | Palmeiras     | 6    | 4 | 1 | 1 | 17:9  | 13   |
| 2.     | Vasco da Gama | 6    | 3 | 2 | 1 | 9:7   | 11   |
| 3.     | Corinthians   | 6    | 2 | 1 | 3 | 5:7   | 7    |
| 4.     | Fluminense    | 6    | 1 | 0 | 5 | 4:12  | 3    |

|  | Geplaatst voor de tweede fase |

## Tweede fase
|  | Halve finale  | Halve finale  | Halve finale |   |           | Finale | Finale | Finale |
|  |               |               |              |   |           |        |        |        |
|  | Botafogo      | 0             | 1            |   |           |        |        |        |
|  | Palmeiras     | 0             | 3            |   |           |        |        |        |
|  | Palmeiras     | 0             | 3            |   | Palmeiras | 2      | 4      |        |
|  |               |               |              |   | Palmeiras | 2      | 4      |        |
|  |               | Vasco da Gama | 1            | 0 |           |        |        |        |
|  | São Paulo     | Vasco da Gama | 1            | 0 | 0         | 1      |        |        |
|  | São Paulo     |               |              |   | 0         | 1      |        |        |
|  | Vasco da Gama | 3             | 2            |   |           |        |        |        |

## Kampioen
| Torneio Rio-São Paulo de 2000 |
| ----------------------------- |
| PALMEIRAS (5º titel)          |